# Прентісс (округ, Міссісіпі)
Шаблон:StateAbbr_ 34°37′ пн. ш. 88°31′ зх. д. / 34.61° пн. ш. 88.52° зх. д.
Округ  Прентісс (англ. Prentiss County) — округ (графство) у штаті Міссісіпі, США. Ідентифікатор округу 28117.

## Історія
Округ утворений 1870 року.

## Демографія
За даними перепису 
2000 року 
загальне населення округу становило 25556 осіб, зокрема міського населення було 6019, а сільського — 19537.
Серед мешканців округу чоловіків було 12390, а жінок — 13166. В окрузі було 9821 домогосподарство, 7166 родин, які мешкали в 10681 будинках.
Середній розмір родини становив 3.
Віковий розподіл населення поданий у таблиці:
| Стать    | До 15 років | 15-21 | 22-29 | 30-39 | 40-49 | 50-65 | 65-85 | Понад 85 |
| -------- | ----------- | ----- | ----- | ----- | ----- | ----- | ----- | -------- |
| Чоловіки | 2761        | 1596  | 1282  | 1735  | 1684  | 1960  | 1255  | 117      |
| Жінки    | 2550        | 1496  | 1306  | 1807  | 1687  | 2146  | 1853  | 321      |

## Суміжні округи
- Алкорн — північ
- Тішомінґо — схід
- Ітавамба — південний схід
- Лі — південний захід
- Юніон — захід
- Тіппа — північний захід

## Виноски
1. ↑  U.S. Decennial Census. United States Census Bureau. Процитовано 6 листопада 2014.
2. ↑  Historical Census Browser. University of Virginia Library. Архів оригіналу за 11 серпня 2012. Процитовано 6 листопада 2014.
3. ↑  Population of Counties by Decennial Census: 1900 to 1990. United States Census Bureau. Процитовано 6 листопада 2014.
4. ↑  Census 2000 PHC-T-4. Ranking Tables for Counties: 1990 and 2000 (PDF). United States Census Bureau. Процитовано 6 листопада 2014.
5. ↑  State & County QuickFacts. United States Census Bureau. Архів оригіналу за 7 червня 2011. Процитовано 5 вересня 2013.(англ.) Наведено за англійською вікіпедією.
6. ↑  American FactFinder. Бюро перепису населення США. Архів оригіналу за 26 лютого 2012. Процитовано 31 січня 2008.

| США | Це незавершена стаття з географії США. Ви можете допомогти проєкту, виправивши або дописавши її. |